# Евгений Устюгов
Евгений Устюгов е руски биатлонист, олимпийски шампион в масовия старт от Зимните олимпийски игри във Ванкувър през 2010 г.
Дебютира за световната купа през 2008 г. На Олимпиадата във Ванкувър печели и бронзов медал с щафетата на Русия.